# Pisidium tenuilineatum
Pisidium tenuilineatum – zachodniopalearktyczny gatunek słodkowodnego małża z rodziny kulkówkowatych (Sphaeriidae).

## Występowanie
Występuje od  basenu Morza Śródziemnego po południowe rejony  Półwyspu Skandynawskiego. Stwierdzony także  na Wyspach Brytyjskich i w Irlandii, na wschodzie sięga po dorzecze Wołgi i Donu. Występuje też w Maroku, Turcji, Izraelu i Jordanii. Nigdzie nie jest częsty, a jego stanowiska są bardzo rozproszone. W Polsce na nielicznych stanowiskach głównie na niżu i na Wyżynie Małopolskiej. Najliczniej występuje w rzekach płynących po podłożu lessowym,
takich jak Opatówka czy Świślina.

## Biologia
Stenobiont związany z rzekami i jeziorami o czystej, dobrze natlenionej wodzie, piaszczystym lub lessowym podłożu i z dużą zawartością wapnia. Wrażliwy na zanieczyszczenia wód.